# عين الترك (ولاية البويرة)
عين الترك بلدية  تقع شمال ولاية البويرة

## الموقع
تقع البلدية شمال ولاية البويرة يحدها من الشمال بلدية آيت لعزيز وبلدية عمر ، ومن الشرق بلدية   البويرة ومن الغرب بلدية الجباحية ومن الجنوب الغربي عين الحجر .

## القرى
- النسيس
- الرحامنية
- عين عثمان
- زبوجة
- مرقب
- زعرورة

## مواضيع ذات صلة
- بلديات ولاية البويرة
- دوائر ولاية البويرة